# سیارک ۲۴۵۱۷
سیارک ۲۴۵۱۷ (به انگلیسی: 24517 Omattage، نامگذاری:2001BN71) بیست و چهار هزار و پانصد و هفدهمین سیارک کشف شده‌است که در ۲۹ ژانویه ۲۰۰۱ کشف شد.
قدر مطلق سیارک برابر ۷.۸ است.